# Общие висцеральные афферентные волокна
GVA (general visceral afferent) волокна — волокна, проводящие нервные импульсы (обычно боль или рефлекторные ощущения) от внутренних органов, желез и кровеносных сосудов в центральную нервную систему. GVA считаются частью вегетативной нервной системы. Однако, в отличие от эфферентных волокон вегетативной нервной системы, афферентные волокна не разделяются на симпатические и парасимпатические.
Примерами нервов, которые содержат волокна GVA, являются языкоглоточный нерв и блуждающий нерв.